# Protohermes davidi
Protohermes davidi är en insektsart som beskrevs av Van der Weele 1909. Protohermes davidi ingår i släktet Protohermes och familjen Corydalidae. Inga underarter finns listade i Catalogue of Life.